# Boundin'
Boundin' (på dansk: Det glade får) er en Oscar-nomineret kortfilm, som bliver vist i starten af Disney Pixar-filmen De Utrolige. Filmen er skrevet, instrueret, fortalt og musikken er komponeret og spillet af vetarenen Pixaranimatør,  Bud Luckey
På dansk er det Niels Hausgaard, der lægger stemme til.